# Wskaźnik stałości
Wskaźnik stałości – wskaźnik używany w zoocenologii i ekologii do opisu (charakterystyki) biocenozy (w szczególności zoocenozy).
Stałość stanowi określenie obecności danego gatunku w obrębie badanej biocenozy (Trojan 1980):
{\displaystyle C=200na/N}
gdzie:
C – stałość danego gatunku,
na – liczba prób zawierających badany gatunek a,
N – liczba prób w badanej serii.
Szujecki (1983) podał inny wzór na stałość:
{\displaystyle C=(q/Q)100\%}
gdzie: C – stałość;
q – liczba prób, w których wystąpił analizowany gatunek;
Q – liczba wszystkich prób.
Mimo tej samej nazwy powyższe wzory różnią się uzyskiwanymi wartościami, wzór według Trojana podaje wartości dwukrotnie większe (pomijając przelicznik procentowy), mieszczące się w przedziale 0 – 2. Ujęcie Szujeckiego (jak również Kasprzaka i Niedbały 1981) podaje wartości w procentach, gdzie stałość waha się w granicach od 0 do 100%. Wydaje się, że ujęcie Szujeckiego jest właściwsze i to podejście należałoby stosować.
W badaniach fitosocjologicznych jako podstawę do obliczenia wskaźnika stałości przyjmuje się przynajmniej 10 zdjęć fitosocjologicznych. W badaniach zoocenologicznych stosowane są większe serie prób (Trojan 1980). Trzy czynniki mogą mieć wpływ na wartość współczynnika stałości: 1) liczebność gatunku w biocenozie (im wyższa liczebność tym wyż-sza zazwyczaj stałość), 2) wymagania względem warunków siedliskowych (gatunki o szerszej walencji zazwyczaj będą uzyskiwały wyższy wskaźnik stałości), 3) charakter rozmieszczenia (skupiskowy, losowy itd.).
Typ stałości można analizować na podstawie oceny frekwencji, według skali Tichlera (Tichler 1949, za Trojanem 1980):
- gatunki przypadkowe (frekwencja 0-25%),
- gatunki akcesoryczne (26-50%),
- gatunki stałe (51-75%),
- gatunki absolutnie stałe (pow. 75%).

W badaniach fauny glebowej, a także w Zakładzie Zoologii UP (dawnej AR) w Lublinie stosowany jest inny podział (Kasprzak i Niedbała 1981):
- C1 – akcydenty (<15,00%),
- C2 – gatunki akcesoryczne (15,00-30,00%),
- C3 – subkonstanty (30,01-50,00%),
- C4 – konstanty (50,01-75,00%),
- C5 – eukonstanty (>75,00%).